# Wereldkampioenschappen triatlon 2010
Het ITU wereldkampioenschap triatlon 2010 was een serie van zeven triatlonwedstrijden op de olympische afstand (1500 meter zwemmen, 40 kilometer fietsen en 10 kilometer hardlopen), waarbij door een puntensysteem de uiteindelijke wereldkampioen werd bepaald.
De Internationale Triatlonunie stapte in 2009 reeds af van een eendagswedstrijd om de wereldtitel op de olympische afstand.
Titelverdedigers waren de Brit Alistair Brownlee en de Australische Emma Moffatt. Moffatt prolongeerde haar titel, Brownlee werd opgevolgd door Javier Gómez.

## Opzet
Om de te mogen deelnemen moeten atleten door hun nationale federatie worden geselecteerd op basis van hun ranking.
Elke federatie mag maximaal zes atleten afvaardigen, dit met uitzondering van het organiserende land dat acht atleten mag inschrijven.
Het totaal aantal deelnemers mag niet groter zijn dan 65 in de eerste zes wedstrijden van het seizoen en 75 in de Grand Final.
De ranking waarop de deelname gebaseerd is wordt berekend uit vier wedstrijden uit de wereldbeker en/of de WK-serie.
| #   | Grand Final | WK-wedstrijden | Wereldbekers |
| --- | ----------- | -------------- | ------------ |
| 1   | 1200        | 800            | 300          |
| 2   | 1110        | 740            | 278          |
| 3   | 1027        | 685            | 257          |
| 4   | 950         | 633            | 237          |
| 5   | 879         | 586            | 220          |
| 6   | 813         | 542            | 203          |
| 7   | 752         | 501            | 188          |
| 8   | 695         | 464            | 174          |
| 9   | 643         | 429            | 161          |
| 10  | 595         | 397            | 149          |
| ... |             |                |              |
| 30  | 125         | 83             | 31           |
| ... |             |                |              |
| 40  | 57          | 38             | -            |
| ... |             |                |              |
| 50  | 26          | -              | -            |

## Kalender WK-serie
| #                              | Plaats    | Land                | Datum         |
| ------------------------------ | --------- | ------------------- | ------------- |
| 1                              | Sydney    | Australië           | 11/04/2010    |
| 2                              | Seoel     | Zuid-Korea          | 08/05/2010    |
| 3                              | Madrid    | Spanje              | 05-06/06/2010 |
| 4                              | Hamburg   | Duitsland           | 17-18/07/2010 |
| 5                              | Londen    | Verenigd Koninkrijk | 24-25/07/2010 |
| 6                              | Kitzbühel | Oostenrijk          | 14/08/2010    |
| World Championship Grand Final |           |                     |               |
| 7                              | Boedapest | Hongarije           | 8-12/09/2010  |

## Resultaten

### Sydney
| #      | Naam                  | Land | Tijd    |
| ------ | --------------------- | ---- | ------- |
| Goud   | Bevan Docherty        | NZL  | 1:51.27 |
| Zilver | Aleksandr Broechankov | RUS  | 1:51.33 |
| Brons  | David Hauss           | FRA  | 1:51.34 |

| #      | Naam            | Land | Tijd    |
| ------ | --------------- | ---- | ------- |
| Goud   | Bárbara Riveros | CHI  | 2:04.19 |
| Zilver | Andrea Hewitt   | NZL  | 2:04.19 |
| Brons  | Emma Moffatt    | AUS  | 2:04.20 |

### Seoel
| #      | Naam              | Land | Tijd    |
| ------ | ----------------- | ---- | ------- |
| Goud   | Jan Frodeno       | GER  | 1:51.49 |
| Zilver | Courtney Atkinson | AUS  | 1:51.50 |
| Brons  | Brad Kahlefeldt   | AUS  | 1:52.17 |

| #      | Naam            | Land | Tijd    |
| ------ | --------------- | ---- | ------- |
| Goud   | Daniela Ryf     | SUI  | 2:00.59 |
| Zilver | Bárbara Riveros | CHI  | 2:01.02 |
| Brons  | Emma Moffatt    | AUS  | 2:01.04 |

### Madrid
| #      | Naam              | Land | Tijd    |
| ------ | ----------------- | ---- | ------- |
| Goud   | Alistair Brownlee | GBR  | 1:52.41 |
| Zilver | Courtney Atkinson | AUS  | 1:52.51 |
| Brons  | Sven Riederer     | SUI  | 1:53.07 |

| #      | Naam            | Land | Tijd    |
| ------ | --------------- | ---- | ------- |
| Goud   | Nicola Spirig   | SUI  | 2:06.00 |
| Zilver | Emmie Charayron | FRA  | 2:06.05 |
| Brons  | Helen Jenkins   | GBR  | 2:06.09 |

### Hamburg
| #      | Naam         | Land | Tijd    |
| ------ | ------------ | ---- | ------- |
| Goud   | Javier Gómez | ESP  | 1:43.07 |
| Zilver | Jan Frodeno  | GER  | 1:43.23 |
| Brons  | Tim Don      | GBR  | 1:43.57 |

| #      | Naam            | Land | Tijd    |
| ------ | --------------- | ---- | ------- |
| Goud   | Lisa Nordén     | SWE  | 1:53.53 |
| Zilver | Emma Moffatt    | AUS  | 1:53.53 |
| Brons  | Aileen Morrison | IRL  | 1:53.55 |

### London
| #      | Naam              | Land | Tijd    |
| ------ | ----------------- | ---- | ------- |
| Goud   | Javier Gómez      | ESP  | 1:42.08 |
| Zilver | Jonathan Brownlee | GBR  | 1:42.14 |
| Brons  | Jan Frodeno       | GER  | 1:42.30 |

| #      | Naam          | Land | Tijd    |
| ------ | ------------- | ---- | ------- |
| Goud   | Paula Findlay | CAN  | 1:51.48 |
| Zilver | Nicola Spirig | SUI  | 1:51.51 |
| Brons  | Helen Jenkins | GBR  | 1:51.53 |

### Kitzbühel
| #      | Naam         | Land | Tijd    |
| ------ | ------------ | ---- | ------- |
| Goud   | Stuart Hayes | GBR  | 1:52.32 |
| Zilver | Javier Gómez | ESP  | 1:53.04 |
| Brons  | Jan Frodeno  | GER  | 1:53.21 |

| #      | Naam          | Land | Tijd    |
| ------ | ------------- | ---- | ------- |
| Goud   | Paula Findlay | CAN  | 2:03.03 |
| Zilver | Lisa Nordén   | SWE  | 2:03.06 |
| Brons  | Andrea Hewitt | AUS  | 2:03.10 |

### Boedapest
| #      | Naam              | Land | Tijd    |
| ------ | ----------------- | ---- | ------- |
| Goud   | Alistair Brownlee | GBR  | 1:42.26 |
| Zilver | Javier Gómez      | ESP  | 1:4230  |
| Brons  | Steffen Justus    | GER  | 1:43.04 |

| #      | Naam          | Land | Tijd    |
| ------ | ------------- | ---- | ------- |
| Goud   | Emma Snowsill | AUS  | 1:49.43 |
| Zilver | Emma Moffatt  | AUS  | 1:51.25 |
| Brons  | Nicola Spirig | SUI  | 1:51.28 |

## Eindstanden

### Mannen
| Rang | Naam                      | Land | Puntentotaal |
| ---- | ------------------------- | ---- | ------------ |
|      | Javier Gómez              | ESP  | 3789         |
|      | Steffen Justus            | GER  | 3139         |
|      | Brad Kahlefeldt           | AUS  | 3112         |
| 4    | Jan Frodeno               | GER  | 2963         |
| 5    | João Silva                | POR  | 2649         |
| 6    | Alistair Brownlee         | GBR  | 2435         |
| 7    | Sven Riederer             | SUI  | 2405         |
| 8    | Aleksandr Broechankov     | RUS  | 2388         |
| 9    | David Hauss               | FRA  | 2191         |
| 10   | Courtney Atkinson         | AUS  | 2096         |
| 11   | Stuart Hayes              | GBR  | 2069         |
| 12   | Matt Chrabot              | USA  | 2025         |
| 13   | Jarrod Shoemaker          | USA  | 1895         |
| 14   | Dmitri Poljanski          | RUS  | 1855         |
| 15   | Tim Don                   | GBR  | 1705         |
| 16   | Tony Moulai               | FRA  | 1662         |
| 17   | Valentin Meshcheryakov    | KAZ  | 1601         |
| 18   | Maik Petzold              | GER  | 1539         |
| 19   | Bevan Docherty            | NZL  | 1538         |
| 20   | Vladimir Turbayevskiy     | RUS  | 1337         |
| 21   | Sebastian Rank            | GER  | 1275         |
| 22   | Simon Whitfield           | CAN  | 1215         |
| 23   | Christian Prochnow        | GER  | 1129         |
| 24   | William Clarke            | GBR  | 1121         |
| 25   | Bruno Pais                | POR  | 1110         |
| 26   | Laurent Vidal             | FRA  | 1098         |
| 27   | Ivan Rana                 | ESP  | 1065         |
| 28   | Greg Bennett              | USA  | 1060         |
| 29   | James Seear               | AUS  | 975          |
| 30   | Yulian Malyshev           | RUS  | 958          |
| 31   | Jonathan Zipf             | GER  | 933          |
| 32   | Clark Ellice              | NZL  | 920          |
| 33   | Yuichi Hosoda             | JPN  | 912          |
| 34   | Dan Wilson                | AUS  | 893          |
| 35   | Gregor Buchholz           | GER  | 866          |
| 36   | Ivan Tutukin              | RUS  | 865          |
| 37   | Reinaldo Colucci          | BRA  | 847          |
| 38   | Jonathan Brownlee         | GBR  | 837          |
| 39   | Andreas Giglmayr          | AUT  | 832          |
| 40   | Leonardo Chacón           | CRC  | 804          |
| 41   | Kris Gemmell              | NZL  | 788          |
| 42   | Crisanto Grajales         | MEX  | 784          |
| 43   | Ruedi Wild                | SUI  | 754          |
| 44   | Manuel Huerta             | PUR  | 722          |
| 45   | Ivan Vasiljev             | RUS  | 710          |
| 46   | Jose Miguel Perez         | ESP  | 709          |
| 47   | Jan Čelůstka              | CZE  | 677          |
| 48   | Ryosuke Yamamoto          | JPN  | 672          |
| 49   | Reto Hug                  | SUI  | 659          |
| 49   | Kyle Jones                | CAN  | 659          |
| 51   | Mario Mola                | ESP  | 632          |
| 52   | Jan van Berkel            | SUI  | 631          |
| 53   | Oliver Freeman            | GBR  | 607          |
| 54   | Frédéric Belaubre         | FRA  | 592          |
| 55   | João Pereira              | POR  | 573          |
| 56   | Danylo Sapunov            | UKR  | 562          |
| 57   | Alessandro Fabian         | ITA  | 544          |
| 58   | Duarte Silva Marques      | POR  | 538          |
| 59   | David Dellow              | AUS  | 500          |
| 60   | Chris Foster              | USA  | 469          |
| 61   | Jamie Huggett             | AUS  | 465          |
| 62   | Oleksiy Syutkin           | UKR  | 461          |
| 63   | Kevin Collington          | USA  | 439          |
| 64   | Ben Collins               | USA  | 431          |
| 65   | Martin Krnavek            | CZE  | 430          |
| 66   | Hendrik De Villiers       | RSA  | 399          |
| 67   | Hunter Kemper             | USA  | 397          |
| 68   | Claude Eksteen            | RSA  | 390          |
| 69   | Ryan Sissons              | NZL  | 368          |
| 70   | Brendan Sexton            | AUS  | 346          |
| 71   | James Elvery              | NZL  | 325          |
| 72   | Francisco Serrano         | MEX  | 321          |
| 73   | Erhard Wolfaardt          | RSA  | 319          |
| 74   | Josh McHugh               | AUS  | 303          |
| 75   | Brice Daubord             | FRA  | 300          |
| 76   | Seth Wealing              | USA  | 291          |
| 77   | Martin van Barneveld      | NZL  | 283          |
| 78   | Adam Bowden               | GBR  | 276          |
| 79   | Hiroki Sugimoto           | JPN  | 269          |
| 80   | Tony Dodds                | NZL  | 251          |
| 81   | Ramon Ejeda Medina        | ESP  | 250          |
| 82   | Aurélien Raphael          | FRA  | 249          |
| 83   | Diogo Sclebin             | BRA  | 243          |
| 84   | Anton Chuchko             | RUS  | 239          |
| 85   | Aurélien Lescure          | TUR  | 235          |
| 86   | Clayton Fettell           | AUS  | 220          |
| 87   | Nils Frommhold            | GER  | 219          |
| 88   | Kuniaki Takahama          | JPN  | 216          |
| 89   | Henrique Siqueira         | BRA  | 185          |
| 90   | Daniel Lee Chi Wo         | HKG  | 180          |
| 90   | David McNamee             | GBR  | 180          |
| 90   | Harunobu Sato             | JPN  | 180          |
| 93   | Tyler Butterfield         | BER  | 174          |
| 93   | Andriy Glushchenko        | UKR  | 174          |
| 95   | Csaba Rendes              | HUN  | 173          |
| 96   | Mark Fretta               | USA  | 170          |
| 97   | David Matthews            | AUS  | 169          |
| 98   | Marc Widmer               | SUI  | 164          |
| 99   | Rostyslav Pevtsov         | AZE  | 161          |
| 99   | Balázs Pocsai             | HUN  | 161          |
| 101  | Peter Croes               | BEL  | 152          |
| 102  | Raphael Menezes           | BRA  | 148          |
| 103  | Ben Pattle                | NZL  | 144          |
| 104  | Andrew Russell            | CAN  | 138          |
| 104  | Daniel Unger              | GER  | 138          |
| 107  | Marc-Yvan De Kaenel       | SUI  | 127          |
| 108  | Gareth Halverson          | AUS  | 125          |
| 109  | Dan Alterman              | ISR  | 124          |
| 110  | Peter Robertson           | AUS  | 123          |
| 111  | Drew Box                  | AUS  | 120          |
| 112  | Sylwester Kuster          | POL  | 118          |
| 112  | Dmitriy Smurov            | KAZ  | 118          |
| 114  | Bruno Matheus             | BRA  | 115          |
| 115  | Bryan Keane               | IRL  | 111          |
| 116  | Francesc Godoy            | ESP  | 110          |
| 117  | Fabio Carvalho            | BRA  | 109          |
| 118  | Barrett Brandon           | USA  | 103          |
| 119  | Callum Millward           | NZL  | 101          |
| 120  | Sam Appleton              | AUS  | 93           |
| 120  | Attila Fecskovics         | HUN  | 93           |
| 122  | Joshua Amberger           | AUS  | 91           |
| 123  | Joshua Maeder             | AUS  | 86           |
| 124  | Marek Jaskolka            | POL  | 83           |
| 125  | Kohei Shimomura           | JPN  | 81           |
| 126  | Brian Fleischmann         | USA  | 80           |
| 127  | Tsukasa Hirano            | JPN  | 74           |
| 128  | Samuel Betten             | AUS  | 63           |
| 128  | Michel González           | CUB  | 63           |
| 128  | Matthew Reed              | USA  | 63           |
| 131  | Dylan McNeice             | NZL  | 58           |
| 131  | Igor Poljanski            | RUS  | 58           |
| 133  | Gábor Faldum              | HUN  | 54           |
| 133  | Kohei Tsubaki             | JPN  | 54           |
| 135  | Lukas Salvisberg          | SUI  | 52           |
| 136  | Marcus Vinicius Fernandes | BRA  | 50           |
| 136  | Marc Geerts               | BEL  | 50           |
| 136  | Giulio Molinari           | ITA  | 50           |
| 139  | Alberto Alessandroni      | ITA  | 46           |
| 139  | Tom Davison               | NZL  | 46           |
| 139  | Dániel Török              | HUN  | 46           |
| 142  | Cameron Dye               | USA  | 43           |
| 143  | Ben Allen                 | AUS  | 40           |
| 143  | Ran Alterman              | ISR  | 40           |
| 145  | Peter Melcher             | GER  | 37           |
| 145  | Ognjen Stojanovic         | SRB  | 37           |
| 145  | Yohann Vincent            | FRA  | 37           |
| 148  | Hirokatsu Tayama          | JPN  | 36           |
| 149  | Miguel Ángel Fidalgo      | ESP  | 31           |
| 149  | Andrea Salvisberg         | SUI  | 31           |

### Vrouwen
| Rang | Naam                    | Land | Puntentotaal |
| ---- | ----------------------- | ---- | ------------ |
|      | Emma Moffatt            | AUS  | 3806         |
|      | Nicola Spirig           | SUI  | 3413         |
|      | Lisa Nordén             | SWE  | 3390         |
| 4    | Helen Jenkins           | GBR  | 3184         |
| 5    | Paula Findlay           | CAN  | 3016         |
| 6    | Andrea Hewitt           | NZL  | 2877         |
| 7    | Kate Roberts            | RSA  | 2731         |
| 8    | Vicky Holland           | GBR  | 2652         |
| 9    | Mariko Adachi           | JPN  | 2577         |
| 10   | Laura Bennett           | USA  | 2536         |
| 11   | Barbara Riveros         | CHI  | 2490         |
| 12   | Daniela Ryf             | SUI  | 2346         |
| 13   | Emma Snowsill           | AUS  | 2165         |
| 14   | Sarah Haskins           | USA  | 1813         |
| 15   | Jessica Harrison        | FRA  | 1781         |
| 16   | Debbie Tanner           | NZL  | 1674         |
| 17   | Liz Blatchford          | GBR  | 1633         |
| 18   | Anja Dittmer            | GER  | 1586         |
| 19   | Ainhoa Murua            | ESP  | 1577         |
| 20   | Sarah True              | USA  | 1566         |
| 21   | Aileen Reid             | IRL  | 1462         |
| 22   | Kate McIlroy            | NZL  | 1457         |
| 23   | Felicity Abram          | AUS  | 1348         |
| 24   | Carole Peon             | FRA  | 1190         |
| 25   | Tomoko Sakimoto         | JPN  | 1064         |
| 26   | Emmie Charayron         | FRA  | 1030         |
| 27   | Juri Ide                | JPN  | 1026         |
| 28   | Jodie Swallow           | GBR  | 995          |
| 29   | Ricarda Lisk            | GER  | 992          |
| 30   | Akane Tsuchihashi       | JPN  | 943          |
| 31   | Ai Ueda                 | JPN  | 886          |
| 32   | Jillian Petersen        | USA  | 869          |
| 33   | Jodie Stimpson          | GBR  | 852          |
| 34   | Lisa Mensink            | CAN  | 847          |
| 35   | Nicky Samuels           | NZL  | 837          |
| 36   | Kathrin Muller          | GER  | 829          |
| 37   | Melanie Hauss           | SUI  | 813          |
| 38   | Svenja Bazlen           | GER  | 807          |
| 39   | Kiyomi Niwata           | JPN  | 727          |
| 40   | Helle Frederiksen       | DEN  | 696          |
| 41   | Line Jensen             | DEN  | 687          |
| 42   | Yuliya Yelistratova     | UKR  | 652          |
| 43   | Maria Czesnik           | POL  | 646          |
| 44   | Emma Jackson            | AUS  | 617          |
| 45   | Liz May                 | LUX  | 597          |
| 46   | Annabel Luxford         | AUS  | 584          |
| 47   | Claudia Rivas           | MEX  | 562          |
| 48   | Vanessa Raw             | GBR  | 556          |
| 49   | Jenna Parker            | USA  | 554          |
| 50   | Agnieszka Jerzyk        | POL  | 552          |
| 51   | Kerry Lang              | GBR  | 546          |
| 52   | Radka Vodicková         | CZE  | 526          |
| 53   | Irina Abysova           | RUS  | 510          |
| 54   | Alicia Kaye             | USA  | 507          |
| 55   | Felicity Sheedy-Ryan    | AUS  | 504          |
| 56   | Alexandra Razarenova    | RUS  | 503          |
| 57   | Vendula Frintová        | CZE  | 497          |
| 58   | Annamaria Mazzetti      | ITA  | 446          |
| 59   | Carla Moreno            | BRA  | 406          |
| 60   | Keira Pride             | AUS  | 404          |
| 61   | Vanessa Fernandes       | POR  | 397          |
| 62   | Holly Aitken            | AUS  | 376          |
| 63   | Keiko Tanaka            | JPN  | 375          |
| 64   | Anastasiya Polyanskaya  | RUS  | 344          |
| 65   | Emma Davis              | IRL  | 336          |
| 66   | Rebecca Robisch         | GER  | 330          |
| 67   | Hideko Kikuchi          | JPN  | 326          |
| 68   | Margaret Shapiro        | USA  | 323          |
| 69   | Zurine Rodriguez        | ESP  | 318          |
| 70   | Erin Densham            | AUS  | 300          |
| 71   | Zita Szabó              | HUN  | 291          |
| 72   | Chie Nakashima          | JPN  | 285          |
| 73   | Marina Damlaimcourt     | ESP  | 272          |
| 74   | Yuka Sato               | JPN  | 264          |
| 75   | Kathy Tremblay          | CAN  | 260          |
| 76   | Elizabeth Bravo         | ECU  | 257          |
| 77   | Teresa Adam             | NZL  | 252          |
| 78   | ZsÛfia Kovács           | HUN  | 242          |
| 79   | Mari Rabie              | RSA  | 237          |
| 80   | Mary Beth Ellis         | USA  | 228          |
| 81   | Maaike Caelers          | NED  | 220          |
| 82   | Anja Knapp              | GER  | 206          |
| 83   | Hayley Peirsol          | USA  | 203          |
| 84   | Hollie Avil             | GBR  | 194          |
| 85   | Melissa Trims           | AUS  | 186          |
| 86   | Margit Vanek            | HUN  | 183          |
| 87   | Paulina Kotfica         | POL  | 174          |
| 88   | Olga Dmitrieva          | RUS  | 166          |
| 89   | Neiske Becks            | NED  | 161          |
| 90   | Zsófia Tóth             | HUN  | 157          |
| 91   | Katrien Verstuyft       | BEL  | 152          |
| 92   | Charlotte Bonin         | ITA  | 138          |
| 92   | Fabienne St Louis       | MRI  | 138          |
| 94   | Sarah Fladung           | GER  | 137          |
| 95   | Katie Hewison           | GBR  | 127          |
| 96   | Sara McLarty            | USA  | 118          |
| 96   | Yanitza Pérez           | CUB  | 118          |
| 98   | Szandra Szalay          | HUN  | 115          |
| 99   | Maria Pujol             | ESP  | 110          |
| 100  | Charlotte McShane       | AUS  | 101          |
| 101  | Jang Yun-Jung           | KOR  | 97           |
| 102  | Anne Haug               | GER  | 86           |
| 102  | Lois Rosindale          | GBR  | 86           |
| 102  | Evgenia Sukhoruchenkova | RUS  | 86           |
| 105  | Lena Brunkhorst         | GER  | 80           |
| 105  | Yuko Takahashi          | JPN  | 80           |
| 107  | Pamella Oliveira        | BRA  | 74           |
| 108  | Flora Duffy             | BER  | 68           |
| 108  | Wencke Stoltz           | GER  | 68           |
| 110  | Ashley Finaughty        | ZIM  | 66           |
| 111  | Charlotte Morel         | FRA  | 63           |
| 112  | Courtney Gillfillan     | AUS  | 58           |
| 113  | Amanda Felder           | USA  | 54           |
| 114  | Sophia Amor-Smith       | AUS  | 50           |
| 114  | Rebecca Kingsford       | NZL  | 50           |
| 114  | Melody Ramirez          | MEX  | 50           |
| 117  | Jasmine Oeinck          | USA  | 48           |
| 118  | Amanda Hahn             | USA  | 46           |
| 118  | Jacqueline Slack        | GBR  | 46           |
| 118  | Non Stanford            | GBR  | 46           |
| 121  | Kyla Coates             | CAN  | 43           |
| 121  | Michelle Flipo          | FRA  | 43           |
| 121  | Ewa Komander            | POL  | 43           |
| 124  | Marine Bonnetaud        | FRA  | 40           |
| 124  | Ayami Kawaguchi         | JPN  | 40           |
| 124  | Nao Yamamoto            | JPN  | 40           |
| 127  | Romina Palacio Balena   | ARG  | 37           |
| 127  | Kerry Spearing          | IRL  | 37           |
| 129  | Aida Valiño             | ESP  | 34           |
| 130  | Birgit Cals-Berk        | NED  | 31           |
| 130  | Ashleigh Gentle         | AUS  | 31           |
| 130  | Tamara Stonová          | CZE  | 31           |